# Pirovano
Pirovano é uma localidade do partido de Bolívar, da Província de Buenos Aires, na Argentina. Possui uma população estimada em 1.536 habitantes (INDEC 2001).

## Histórico
Em [1909], Rodolfo Pirovano doou as terras onde a estação ferroviária foi construída. Anos mais tarde, ele decide a fundação da cidade para homenagear a memória de seu pai, o renomado médico Ignacio Pirovano (1844 - 1895]), um proeminente cirurgião.
Em 5 de fevereiro 1905 ocorreu, na estação, um trágico episódio da história argentina, conhecido como "Massacre de Pirovano". Consistiu em um confronto entre uma coluna militar de Bahía Blanca, que aderiu à Revolução Radical liderada por Hipólito Yrigoyen e forças oficialistas, liderada pelo presidente Manuel Quintana. Este evento deixou um saldo de 18 mortos e 30 feridos. Hoje pode ser visto na estação, impactos de balas que foram marcados nas paredes e uma referência histórica do evento.